# Stenocranus ogasawarensis
Stenocranus ogasawarensis är en insektsart som beskrevs av Matsumura 1935. Stenocranus ogasawarensis ingår i släktet Stenocranus och familjen sporrstritar. Inga underarter finns listade i Catalogue of Life.